# Кривской (Ростовская область)
Кривско́й — хутор в Шолоховском районе Ростовской области России.
Входит в состав Дударевского сельского поселения.

## География
Расстояние до районного центра с учётом доступа транспортом — 42 км.

## Население
| 2010 |
| ---- |
| 71   |

## Улицы
На хуторе имеются две улицы — Кленовая и Кривская.